# Федералізм
Федералізм — державно-правна думка і система, також рух, спрямований на утворення союзних держав з князівств, із земель, із штатів, …  — федерацій, які є формою інтеграції близьких географічно, споріднених історично й культурно та зв'язаних іншими інтересами країв у одне ціле при передачі частини владних повноважень федеральному центру і збереженні самоуправління й державного статусу складових частин. Деякі унітарні, зокрема багатонаціональні держави, в яких є нації, які ще не скористалися правом на самовизначення, намагаються через федералізм уникнути фрагментації і зберегти єдність, при чому творяться самоуправні складові державні одиниці за національними ознаками.
Федералізація (від лат. foederatio — об'єднання, союз, спілка) — адміністративно-політичний процес та конституційна реформа, які спрямовані на перехід від унітарного державного устрою до федеративного. Також, федералізацією можна назвати процес перетворення конфедерації (союзу суверенних держав) на федерацію.[джерело?] Свого часу через такий процес перетворень пройшли Сполучені Штати Америки (конфедерацію об'єднали у федерацію).
Модерні федерації датуються з часу утворення США (1787); найстаршою федерацією, що досі існує, є Швейцарія, яка виникла за середньовіччя з окремих держав-кантонів, через конфедеральний союз до сучасної федеральної держави, в трьох кантонах якої мешкають громадяни етнічно належні націям, які вже скористалися правом нації на самовизначення: німці, французи, італійці.
Держави-члени федерації об'єднуються на рівних правах, а прероґативи і влада надрядної (спільної) держави та її членів визначені та гарантовані конституцією. Функцією федерації є децентралізація політичної системи й деконцентрація влади. Федерація становить вищу форму автономії (автономізму) і є вислідом змагання до самоуправління. Унітарні країни, в яких відсутні етноси, які ще не мають власних держав і в яких нація вперше скористалася правом на самовизначення, самодержавні структури та імперські концепції заперечують Федералізм, а демократичні системи, зокрема республіканські та ліберально-конституційні доктрини, сприяють йому у випадку компактного проживання етносу який ще не скористався правом на самовизначення.

## Федералізм в Україні до19 ст.
Федеральні ознаки і тенденцію до союзної держави виявляла, за істориком М. Костомаровим, Київська Русь, що була союзом земель (князівств), Одначе цей процес не вивершився достатньо через татарське завоювання та перевагу на півночі іншого державного ладу: централізації влади й унітарної держави. Російський історик П. Данилевський вбачав у Київській Державі «самодержавно-слов'янську федерацію». В. Ключевський визначав Київську Русь не як політичну федерацію, а як генеалогічну, побудовану на спорідненні правителів. Німецький історик Ґеорґ фон Равх називає її «Furstenföderation». З українських істориків права Р. Лащенко і М. Чубатий погоджуються з Костомаровим, що київський союз князівств виявляв федеративні тенденції. У Московській Державі федеративного принципу не було, бо навіть коли Москва приєднувала здебільша силою інші князівства й неросійські державні формації та залишала їм тимчасово якийсь ступінь автономії (Гетьманщина, Велике Військо Донське, Грузія), це будувалося на васальній основі.
Статус українських земель у Польській чи Литовській державах так само не можна вважати федеративним з тієї причини, що «руський» їх компонент там ніколи не набрав рівнорядного статусу, а Річ Посполита не була надрядною державою. Могли бути зародки федералізму у концепції І. Виговського і Гадяцькій угоді (1658), але це не вийшло поза початкову стадію планування.

## Федералізм у19 ст.
Модерна федералістична думка розвивається в Україні і Росії щойно з 19 ст. Серед декабристів лише Товариство З'єднаних Слов'ян підносило ідею ф. для слов. народів, однак без надання федеральних прав Україні. Рос. слов'янофіли в принципі відкидали ф., бо їхнім ідеалом була сильна влада рос. «земсько-нар. царя-самодержця» як запорука захисту усіх слов'ян проти неслов. світу.
На противагу до рос. концепції укр. слов'янофільство, репрезентоване Кирило-Мефодіївським Братством, висунуло на чоло своєї програми ідею ф. слов. народів, рівних і вільних, з респ. і дем. ладом. Братство передбачало для України центр. місце у слов. ф. («Книги битія українського народу»). Серед кирило-методіївців найвиразнішим представником Ф. був М. Костомаров. На свій час ці ідеї не мали значного поширення, але згодом вони інспірували ін. політ. мислителів і діячів.
Деякі рос. ліберальні і рев. кола сер. 19 ст. так само бачили у ф. розв'язку багатьох проблем царської самодерж. Росії. Зокрема проголошував ідеї Ф., включно з правом України на автономію у новій рос. ф. чи навіть на відокремлення, О. Герцен (статті в ж. «Колокол»). Федералістами були проф. Казанського Університету А. Щапов, письм. і публіцисти М. Огарьов та М. Чернишевський; останній розглядав ф. як союз рівних «державплемен», базований на самоуправлінні. Анархічний Ф. відстоював серед росіян М. Бакунін.
На передового теоретика федералізму в Україні й Росії взагалі вибився М. Драгоманов, що органічно продовжував гол. ідеї Кирило-Методіївського Братства. Він перегукувався з рос. лібералами-федералістами, але його концепція ф. була глибша і краще наук. обґрунтована. У політ. Ф. (на противагу до екон. ф. П. Прудона) Драгоманов бачив найкращу розв'язку нац. питання Росії й Австрії, як також найкращу форму демократії. В основу ф. Драгоманов ставив самоврядування громад і ширших обл. (земель), які об'єднуються у «вільний союз-спілку» на основі сучасних принципів конституціоналізму і представницьких органів на різних щаблях, а централізм, навіть респ. й парламентарний, на його думку, чужий справжньому Ф. Ідеал політ. ф. Драгоманова реалізується у висліді децентралізації і відбюрократизування держави «знизу вгору» при повному визнанні самоуправних одиниць. Спільним держ. органом ф. має бути двопалатна дума, що репрезентує все населення та нац. держави. Практично на сучасному йому етапі Драгоманов сприяв земському рухові і міському самоуправлінню (автономія міст), що мало привести рос. політ. життя до ф.
В основу Ф. Драгоманова покладена «вільна громада» (звідси назва — громадівство) і вільні договірні взаємини між громадами і землями. В одному зі своїх проектів, беручи до уваги екон.-геогр. критерій, він поділив Росію на 20 складових автономних земель, у тому числі 4 на українських землях (поліська, київська, одеська, харківська). Драгоманов суґерував для Галичини федералістичну концепцію, яка базувалася б на коронних краях Австрії.
У женевській «Громаді» з'ясовував свої федералістичні погляди, виходячи з драгомановської «громади», яка представляє найповнішу демократію, також С. Подолинський. Україна, за Подолинським, мала становити федеративну республіку вільно об'єднаних громад, яка своєю чергою може увійти до світової ф. Складові частини держави (громади) ухвалюють самі для себе у всіх справах обов'язкові норми, а спільна «рада громад» є радше арбітром у випадку конфліктів між ними. Не тільки законодавча і виконавча влада мали бути децентралізовані, а й судівництво. Спільними органами ф. мали бути федеральна поліція, військ. штаб, статистичне управління і деякі відомства спільного екон. планування й управління.
1891 року Братство тарасівців стало першою політичною організацією, що виступила за вільну соборну федеративну Україну, окресливши у своїй програмі майбутню українську державу як федерацію Лівобережної, Правобережної, Степової України, Кубані й Галичини. І вже у вересні 1905 року Микола Міхновський розвинув цю ідею в запропонованому проекті Конституції.

## Федералізм у20 ст.
Погляди Драгоманова і Подолинського поділяла політ. активніша частина діячів на Придніпрянщині в кін. 19 ст., зокрема коли з поч. 20 ст. почали виникати політ. партії. Тільки Рев. Укр. Партія (на поч.) та Українська Народна Партія були самостійницькими. Інші (соціал-демократичні, радикально-демократичні, Товариство Українських Поступовців) висували ще програму автономії й евентуально федерації. Переважно, такою була програма й ін. нерос. фракцій у Держ. Думі (див. Союз Автономістів); також на першій стадії революції 1917 З'їзд народів Росії, що зібрався у вересні 1917 під проводом М. Грушевського, поставив вимогу перебудови держави за федеративним принципом. З рос. партій лише соц.-революціонери були готові прийняти для респ. Росії ф. Меншовики і більшовики були централістами, такими ж були й октябристи, а кадети погоджувалися на обмежену автономію для нерос. народів. Соц. партії нерос. народів, включно з єврейським «Бундом», виступали за ф.
Проголошена 14 вересня 1917 за О. Керенського Російська Республіка свого політичного устрою не визначала взагалі. Більшість інших народів, зокрема окраїнних, швидко стали на позицію самостійности. Більшовицький переворот прискорив серед них еволюцію від автономії до самостійності. Це ілюструють універсали Української Центральної Ради. Хоч 3 Універсал ще декларативно відстоював ф., але фактично вже не було з ким федеруватися. Бувши послідовно вірними «самовизначенню» й дем. ідеям «нар/волевиявлення», творці 4 Універсалу залишили можливість установчим зборам вирішувати питання про можливий федеративний зв'язок, УНР з ін. частинами Росії.
З поч. 1918 практично всі українські партії стояли за самостійність України. Російські партії в Україні ще теоретично наполягали на ф., хоч переконаних федералістів у російському антибільшовицькому русі було мало. Коли шанси Української Держави у альянтській дипломатії були майже жадні, гетьман П. Скоропадський, під впливом свого російського оточення, оголосив 14 листопада 1918 федерацію України з Росією, однак і ті росіяни, які співдіяли з ним, радше вважали її тактичним маневром для відновлення рос. централізованої держави. Після рев. подій 1917 — 20 й короткотривалого існування української держави вже не було поважнішої української групи, що підтримувала б федерацію. Помітний виняток становив гал. політик В. Панейко, який 1922 представив план конфедерації з Росією як альтернативу до польського панування над західно-українськими землями.
Об'єднання УНР і ЗУНР не відбувалося на платформі федерації, скоріше зарисовувалося після 21 січня 1919 злиття двох держав при тимчасовому залишенні двох окремих політ. і військ. структур. Внутр. укр. Ф. для майбутньої України пропонували два правники в окремих проектах конституції УНР — С. Дністрянський та О. Ейхельман.
На шляху федеративного перетворення була в 1938 — 39 pp. Чехо-Словацька Республіка, у складі якої мала бути Карпато-Укр. Держава.

## Радянський федералізм в теорії і на практиці
Рос. марксисти, йдучи слідом за К. Марксом і Ф. Енґельсом, відкидали Ф. (Г. Плеханов, В. Ленін), бо він підважував їх центр. ідею — концентрацію влади в руках роб. класи, на ділі ж — партії, та засади марксівського соціалізму взагалі. Ленін і більшовики були також проти федеральної структури Рос. Соціал-Дем. Роб. Партії (конфлікт з укр. «Спілкою» і єврейським «Бундом»). В антифедералістичному наставленні більшовики зустріли рос. революцію й готували свій переворот, хоч критикували Тимчасовий уряд за антинац. політику супроти окраїнних народів. Коли ці останні вже були на шляху до усамостійнення, 3 Всерос. з'їзд Рад ухвалив 25. 1. 1918 постанову, за якою «Рад. Рос. Республіка засновується на засадах вільного союзу вільних націй, як федерація рад. нац. республік». 1920 Комінтерн підтвердив ф. як переходову форму рад. державности до цілковитої єдности. Утворена 1917 Рос. Рад. Федеративна Соціалістична Республіка уважалася скорше ф. автономних «народів», а не «держав». Ще до того, створивши в грудні 1917 для України рад. уряд у Харкові, большевики проголосили, що Україна перебуває у федеративному зв'язку з Росією. Після вимушеного зірвання цього зв'язку (Берестейський мир між центр. державами і Росією) та оголошення рад. України «самостійною», як також у відповідь на намагання більшовиків у центрі розбити єдність України творенням окремих рад. респ. (Донецько-криворізької, Таврії, Криму й Одеської), укр. націонал-комуністи і прихильні їм ліві есдеки та есери планували в лютому-квітні 1918 оформити УНР як «самостійну федеративну рад. республіку».
Тимчасовий роб.-сел. уряд України 25.1. 1919 знову схвалив об'єднання України з РРФСР «на засадах рад. ф.». Це підтверджено окремим договором та ін. законодавчими актами в червні 1919 й пізніше. Не зважаючи на «федеративний зв'язок» рад. республік, Рос. Ком. Партія (більшовиків) залишилася централізованою з одним ЦК, а партії окремих респ. діяли на правах обл. організацій.
Офіц. визначалися взаємини між РРФСР й ін. респ., в тому числі й УРСР, в 1918 — 23 як федеративні, базовані на політ., екон., військ. і дипломатичному союзі, проте в дійсності їх можна уважати лише як квазіфедеративні. Ролю спільних федеральних органів виконували держ. органи однієї держави (несиметричні відносини між членами ф.); не було жадних гарантій для «суверенних» прав складових республік; їх взаємини базувалися то на договірних засадах, то на де-факто втручанні РРФСР у справи ін. рад. республік. Сучасні соз. правники кваліфікують взаємини між РРФСР й ін. рад. республіками як «федеративні», однак цей погляд не був загальноприйнятий у 1920-их pp. M. Рейхель, А. Малицький, Н. Палієнко, Д. Магеровський, Є. Коровін взаємини між рад. республіками в 1919 — 23 pp. вважали конфедеральними. Дехто з зах. авторів також поділяє цей погляд (В. Ґсовскі), у тому ч. й деякі укр. правники на еміграції (Б. Галайчук, О. Юрченко, Р. Якемчук).
Під час творення СРСР була тенденція включити досі формально «незалежні» рад. республіки до РРФСР шляхом т. зв. автономії (Й. Сталін та ін.). Представники деяких соз. республік (України та Грузії), зокрема X. Раковський, М Скрипник, В. Затонський, Мдівані, Цівцівадзе й ін., воліли конфедеративний зв'язок із залишенням найширших прав нац. республікам. Між двома крайностями Ленін своїм авторитетом вирішив дискусію на користь ф., яку утворено у майже класичній формі щодо структури (див. Союз Рад. Соціалістичних Республік). Нову ф. створено на підставі союзного договору 30. 12. 1922, згодом конституції, за якою об'єднувалися складові держави (РРФСР й деякі ін.) та унітарні. У зв'язку з цим, деякі рад. автори розглядають два типи рад. Ф.: держ. з'єднання вищого типу (СРСР) і нижчого (РРФСР та деякі ін. республіки) — тільки з автономними формаціями. До цих належала в 1924 — 40 й УРСР, маючи у своєму складі Молд. АРСР (див. політ.-держ. устрій у ст. Укр. Рад. Соц Республіка).
Конституції СРСР (1924, 1936) та УРСР (1925, 1929 і 1937) були побудовані на принципі формальної ф., а фактично СРСР став централізованою державою. Цей останній аспект рад. державности зміцнює факт, що ніде немає ґарантії республіканських прав, які поступово і без формального конституційного процесу узурпувалися центр. органами. Через постійну тенденцію до централізації влади й довільну заміну респ. органів союзними деякі зах. дослідники заперечують федеративну природу СРСР (Лівінґстон, Маврах, Файнер, Аспатурян). Більшість авторів, у тому числі й укр., погоджуються, що йдеться тут про спеціальний тип ф. (рад. ф.) з тенденцією до де-факто унітарної держави при збереженні інституційно-функційних федеральних форм. Цього заг. процесу не змінили дві спроби поширення прав союзних респ. (1944 — надання республікам зовн.-політ. компетенцій і деяких прероґатив у військ. ділянці, а 1956 — 59 — поширення екон. прав), бо їх фактично не здійснено. Останніми часами триває далі процес «відфедералізування» СССР, хоч номінально конституція 1977 підтвердила принцип й інституції ф. Під час обговорення проекту нової конституції СССР дехто висловлювався за поступове відживання ф. (П. Семьонов, Д. Златопольський), що узгоджується з ідеєю «злиття націй». Разом з тим за тривалість федеративного принципу висловлювалися Куличенко, С. Якубовська, Г. Александренко та ін. На характер цієї дискусії й майбутнє рад. ф. мають вплив еволюція національної політики КПРС, а також після 22 з'їзду концепція т. зв. «рад. народу».